# Bestockungsgrad
Der Bestockungsgrad ist ein Fachbegriff aus der Forstwirtschaft. Er bezieht sich auf den Massenvorrat eines Bestandes und wird in Zehnteln der Vollbestockung angegeben. Der Wert für die Vollbestockung wird durch eine forstliche Ertragstafel vorgegeben. Eingangsgrößen sind das Baumalter in Jahren und die Baumhöhe in Metern zur Ermittlung der Leistungsklasse. Da die Ermittlung des Holzvorrats mehrere Arbeitsschritte verlangt, wird in der Praxis für die Berechnung meist die einfacher zu ermittelnde Bestandesgrundfläche herangezogen, die in direktem Verhältnis zum Vorrat steht.
Entspricht der tatsächliche Holzvorrat dem nach der Ertragstafel erwarteten Holzvorrat beziehungsweise die tatsächliche Bestandesgrundfläche der zu erwartenden Grundfläche, so beträgt der Bestockungsgrad 1,0. Nach starken Durchforstungen oder Schadereignissen liegt er in der Regel darunter. In Flächen mit Durchforstungsrückständen kann er Werte über 1,0 erreichen. Der „natürliche Bestockungsgrad“ bezieht sich auf das Verhältnis der aktuellen Grundfläche eines Bestandes zur maximalen Grundfläche im undurchforsteten Vergleichsbestand.
Vom Bestockungsgrad wird der Bestockungsfaktor unterschieden: Dem Bestockungsfaktor liegt der Bestockungsgrad zugrunde, wobei dieser bei 1,0 gekappt wird. Somit kann der Bestockungsfaktor nicht über 1,0 liegen. Bei Bestockungsgraden unter 0,8 kann ein Lichtungszuwachs in der Größenordnung von bis zu 10 % einbezogen werden (Anhebung des Bestockungsfaktors um 5 % bis 10 %). Der so hergeleitete Bestockungsfaktor kann dann in der Waldbewertung verwendet werden. Steuerrechtlich ist in der BRD der Soll-Ist-Vergleich in Bezug auf den Holzvorrat oder die Grundfläche erlaubt.